# Cerovica (Kučevo)
Cerovica (Servisch cyrillisch Церовица) is een plaats in de Servische gemeente Kučevo. De plaats telt 381 inwoners (2002).